# Filip Eriksson (innebandyspelare)
Filip Eriksson, född den 7 februari 2001, är en svensk innebandysspelare som spelar för Storvreta och svenska landslaget.
Filip Eriksson har med Storvreta vunnit 3 SM-guld och med det svenska landslaget har han vunnit guld i World Games år 2025.